# エグザイル (アメリカ)
エグザイルまたはイグザイル（Exile）はアメリカ合衆国ケンタッキー州出身のカントリー・ミュージックバンド。アメリカらしいサウンドとコーラスが特徴。

## 概観
カントリー・ミュージックバンドとして活動した時期のエグザイルのメンバーは、J・P・ペニントン（J.P. Pennington, ギター、リードボーカル）、レス・テイラー（Les Taylor, ギター、ボーカル）、ソニー・ルメール（Sonny LeMaire, ベース、ボーカル）、マーロン・ハーギス（Marlon Hargis, キーボード）、スティーヴ・ゴーツマン（Steve Goetzman, ドラムス）で構成される。彼らが1978年から1987年にかけて発表したヒットソングとして、「キッス・ユー・オール・オーヴァー」（Kiss You All Over）、「ウォーク・アップ・イン・ラヴ」（Woke Up in Love）、「シーズ・ア・ミラクル」（She's a Miracle）、「ギヴ・ミー・ワン・モア・チャンス」（Give Me One More Chance）などがある。
ペニントンはグループの楽曲の多くを（しばしばルメールも一緒に）作詞・作曲しており、その中の一曲「クローサー・ユー・ゲット」（The Closer You Get）は後にカントリー・ミュージックバンド『アラバマ』によってカバーされている。また、「キッス・ユー・オール・オーヴァー」は1996年のアダム・サンドラープロデュースの映画『俺は飛ばし屋 プロゴルファー・ギル』（Happy Gilmore）で用いられている。

## ロックンロール期
1963年、ケンタッキー州リッチモンドで、高校生達のグループがロックンロールバンドを結成し、ジ・エグザイルズ（the Exiles）と名乗った。このリッチモンドにおけるエグザイルズのメンバーは、ジミー・ストーキー（Jimmy Stokley）、ロニー・"マック"・ダベンポート（Ronnie 'Mac' Davenport）、ロニー・ホール（Ronnie Hall）、ポール・スミス（Paul Smith）、J・P・ペニントンおよびバズ・コーネリソン（Buzz Cornelison）であった。彼らのバンド名は、1959年にフィデル・カストロがキューバの支配権を握って以降、キューバ人がアメリカ合衆国へ流入したことの結果として名付けられたと思われる。エグザイルの初期メンバーであるペニントンは次のように語る。「多くのキューバ難民と出会った…その言葉がニュースで流されていて、僕たちは、自分たちもまた地元の社会から多少排斥されていると思った。…」
リッチモンド出身のマイク・ハワード（Mike Howard）、ラリー・ジャクソン（Larry Jackson）、ビリー・ラクソン（Billy Luxon）も、1960年代のエグザイルズのメンバーであった。エグザイルズが結成され、共同で演奏活動を行っていた1963年 - 65年にかけて、そのメンバーのほとんどはリッチモンドのマディソン・セントラル高校とマディソン高校の学生であった。彼らは、『ロニー（・ホール）・アンド・ザ・ファッシネイションズ』や、もう1つのリッチモンド地域のグループ『ザ・ディジッツ』の分派であった。彼らは、活動の初期においては、ジミー・ストックリー（Jimmy Stokley）・アンド・ジ・エグザイルズの名で知られた。ストックリー（1943年10月18日 - 1985年8月13日）はバンドのリードボーカルで、1979年までその地位にあった。ストックリーのリードボイスは、1978年のビルボード・ポップ・ミュージックチャート1位を記録した「キッス・ユー・オール・オーヴァー」で顕著である。
1965年にディック・クラークの「キャラバン・オブ・スターズ」が旅を始めたとき、彼らはエグザイルズを拾い上げ、数日間にわたってケンタッキー州内や周辺で演奏活動を行わせた。エグザイルズはそのまま、1968年までキャラバンとともに国中を巡業し、ショーのオープニングや、フレディ・キャノン、ザ・ヤング・ラスカルズ、B・J・トーマスといったスター歌手のバックアップを務めた。
レキシントンにあるレムコ・レコーディング・スタジオのセシル・ジョーンズの手助けにより、エグザイルズは自分たちのサウンドを洗練してゆき、地域的ヒットを記録していった。

## 全国的知名度の獲得
1960年代後半から1970年代前半にかけて、バンドは音楽スタイルを変化させていった。1976年にはバンド名を縮めてエグザイルに変更した。この年、イングランドでレコード・プロデューサーとなったオーストラリア人のマイク・チャップマンが、経験豊かなバンドを探しにアメリカ合衆国へやって来た。彼はエグザイルのデモテープを聞き、次のエグザイルのコンサートを訪れた。
チャップマンとエグザイルはコラボレーションを行うことを決め、ワーナー／カーブ・レコードからアルバム『ミクスト・エモーションズ』（Mixed Emotions）を発表した。このアルバムからリリースされた最初のシングルが「キッス・ユー・オール・オーヴァー」であった。このシングルは1978年8月5日にビルボード・チャートのトップ40入りした。その後9月中の4週間にわたってチャート1位を記録し、6ヶ月にわたるベストセラーとなった。
次のシングル、「ユー・スリル・ミー」（You Thrill Me, 同じく『ミクスト・エモーションズ』よりシングルカット）は、前作ほどにヒットはしなかったものの、1週のみトップ40入りしている。バンドは、エアロスミス・ハート・ ボストンといった'70年代後半の著名なポップ・アーティストたちと共に、アメリカ合衆国ばかりでなくヨーロッパやアフリカなどへもツアーを行った。
翌年に収録が行われた、エグザイル2番目のワーナー・ブラザース・レコードからのアルバム『オール・ゼア・イズ』（All There Is）からは、外国（特にヨーロッパや南アフリカ）でヒットしたシングル「ザ・パート・オブ・ユー・ザット・ニーズ・ミー・モスト」（The Part Of You That Needs Me Most）が生まれた。ピーター・コールマンのプロデュースによる第3アルバム『ドント・リーヴ・ミー・ディス・ウェイ』（Don't Leave Me This Way）からは「テイク・ミー・ダウン」（Take Me Down）と「スムース・セイリング」（Smooth Sailing）の2曲がシングルカットされている。これらもまたヨーロッパなどでヒットを飛ばしたものの、アメリカ合衆国におけるエグザイルの知名度は衰えていった。

## カントリー・ミュージックへの移行
1979年に大幅なメンバーチェンジが行われ、この時点でのエグザイルのメンバーはJ・P・ペニントン、バズ・コーネリソン、マーロン・ハーギス、ソニー・ルメール、スティーヴ・ゴーツマンとなった。ジミー・ストックリーが脱退したために、エグザイルには新たなリードシンガーが必要となり、若手歌手であったレス・テイラーが参加要請を受け入れ、ペニントンと共にリードボーカルを務めることになった。
1983年にオリジナル・メンバーのコーネリソンが脱退し、バンドは再び音楽性を変化させ、初のカントリー・ミュージックシングル「ハイ・コスト・オブ・リーヴィング」（ High Cost Of Leaving ）をリリースした（カントリー・ミュージックチャート27位）。それに続いて、「ウォーク・アップ・イン・ラヴ」（ Woke Up In Love ）など4つのカントリー・シングルがチャート1位を記録している。1984年にはアルバム「ケンタッキー・ハーツ」（ Kentucky Hearts ）がカントリー・アルバムのチャート1位、翌85年のアルバム「ハング・オン・トゥ・ユア・ハート」（ Hang On to Your Heart ）が同2位を獲得した。
その後1987年までに、6曲のカントリー・シングルがチャート1位となった。エグザイルは、アカデミー・オブ・カントリー・ミュージックやカントリー・ミュージック協会から、ボーカルあるいはインストゥルメンタル・グループ・オブ・ザ・イヤーに11回ノミネートされている。また、『ジョニー・カーソン・ショー』（The Tonight Show Starring Johnny Carson）に出演したこともある。しかし、やがてストレスが彼らを疲弊させるようになり、1993年にバンドは解散することになった。ペニントンとテイラーはソロ活動を開始した。ペニントンはMCAレコード、テイラーはエピック・レコードと契約し、それぞれヒット曲を発表した。

## 再結成
1995年にペニントンとテイラーはレキシントンで共演を行い、この即興演奏がきっかけでエグザイルの再結成について真剣に検討されるようになった。そして同年、数回の演奏活動の後に正式にエグザイルは再結成された。以降、ケンタッキー州を中心に活動を行っている。なお、テイラーは2006年にソロ活動に専念するために脱退することを発表している。